# قبا سوختة (زيلايي)
قبا سوختة (بالفارسية: قباسوخته) هي قرية تقع في إيران في قسم زیلایی الريفي. يقدر عدد سكانها بـ 31 نسمة .